# Zosin (powiat łęczyński)
Zosin – kolonia w Polsce położona w województwie lubelskim, w powiecie łęczyńskim, w gminie Cyców.
W latach 1975–1998 miejscowość należała administracyjnie do województwa chełmskiego.
Według Narodowego Spisu Powszechnego z roku 2011 kolonia liczyła 8 mieszkańców.